# Kocaavşar, Karesi
Kocaavşar là một thị trấn thuộc huyện Karesi, tỉnh Balıkesir, Thổ Nhĩ Kỳ. Dân số thời điểm năm 2010 là 1.953 người.